# Dumerilia pulchra
Dumerilia pulchra là một loài bọ cánh cứng trong họ Cebrionidae. Loài này được Leach miêu tả khoa học năm 1824.